# Germania (aerolínea)
Germania Fluggesellschaft mbH, que operaba como Germania (pron. español, Guermania), fue una aerolínea alemana con sede en Berlín. Operaba vuelos regulares y chárter a destinos en Europa, el norte de África y Oriente Medio desde varias ciudades alemanas y ofrecía servicios de arrendamiento de aeronaves. La aerolínea transportó 2,5 millones de pasajeros en 2009 y tenía alrededor de 850 empleados en 2014. El 4 de febrero de 2019, tras no conseguir el apoyo definitivo de un grupo de inversores, declaró la bancarrota y suspendió sus vuelos.

## Historia
La aerolínea fue fundada en abril de 1978 como Special Air Transport (SAT) en Colonia y comenzó sus operaciones el 5 de septiembre de 1978 con un Fokker F-27. En noviembre de 1978 adquirió un Sud Aviation Caravelle de LTU, que fue sustituido por dos Boeing 727-100 usados de Hapag-Lloyd Flug (ahora TUIfly). Germania Express adoptó el código IATA "ST", que fue utilizado anteriormente por Yanda Airlines.

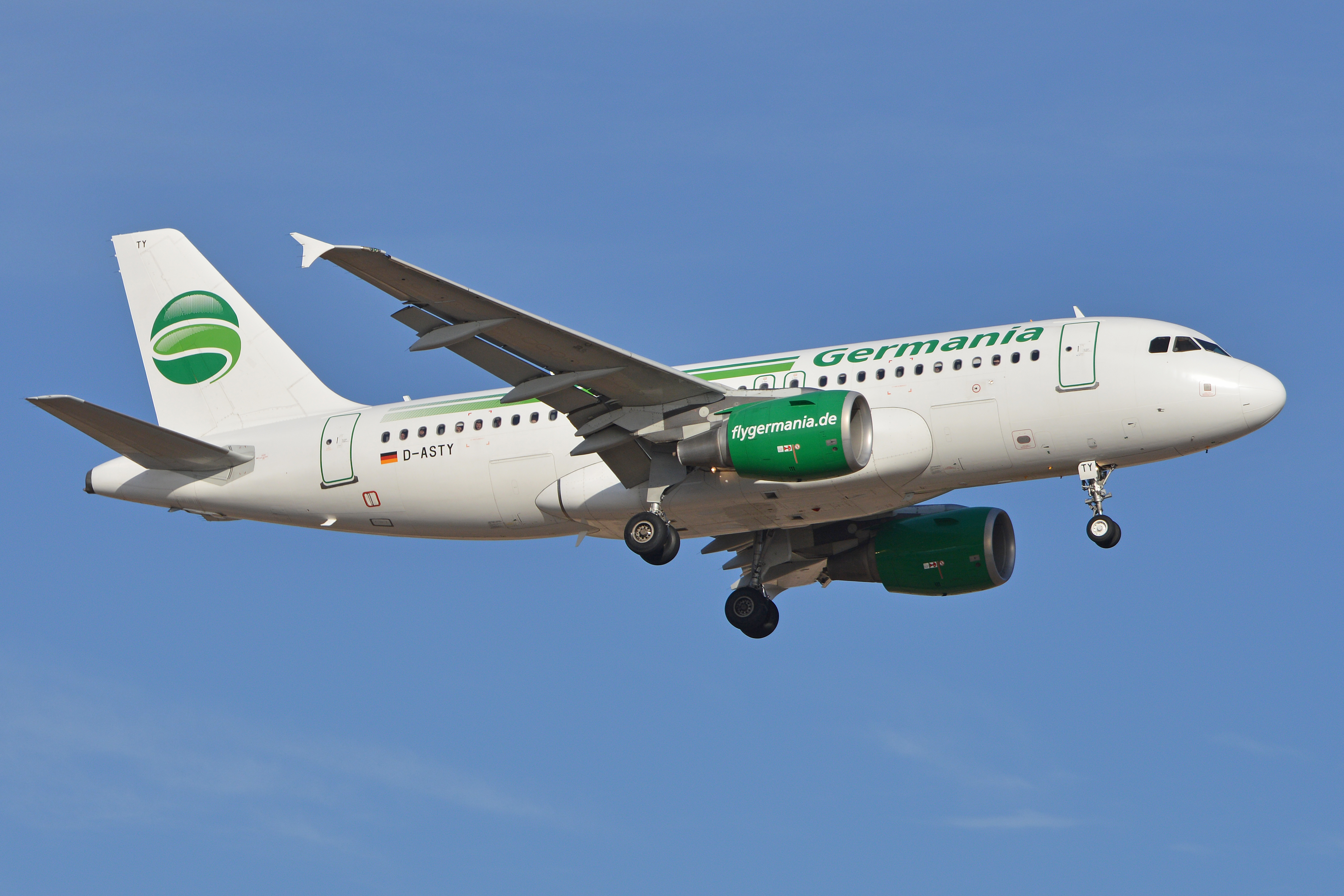
Un Airbus A319 de Germania (2016)

En la primavera de 1986, la compañía se reorganizó y cambió su nombre a Germania el 1 de junio de 1986. Durante muchos años, la principal área de negocios de Germania fue hacer servicios chárter para TUI, Condor y Neckermann Reisen –un área en la que Germania ganó una reputación de ofrecer los precios más bajos. En 1992, el domicilio social se trasladó a Tegel. En el mismo año Germania ganó la licitación para los servicios aéreos entre la antigua y la nueva capital de Alemania (Bonn y Berlín), en nombre del Gobierno alemán, estableciendo un efímero Beamten-Shuttle (alemán para “servicio de transporte para funcionarios públicos”). 
En junio de 2003, Germania empezó a ofrecer billetes directamente a los pasajeros bajo la marca Germania Express (gexx). 
El 21 de marzo de 2011 se sentaron las bases para el primer hangar de mantenimiento en el Aeropuerto de Berlín-Brandeburgo.
El 3 de marzo de 2014, Germania obtuvo derechos de tráfico para vuelos a Irak revocados después de una intervención de Iraqi Airways. El 12 de marzo se le permitió reanudar sus operaciones a Irak, realizando su primer vuelo el 17 de marzo.

## Flota

### Flota actual

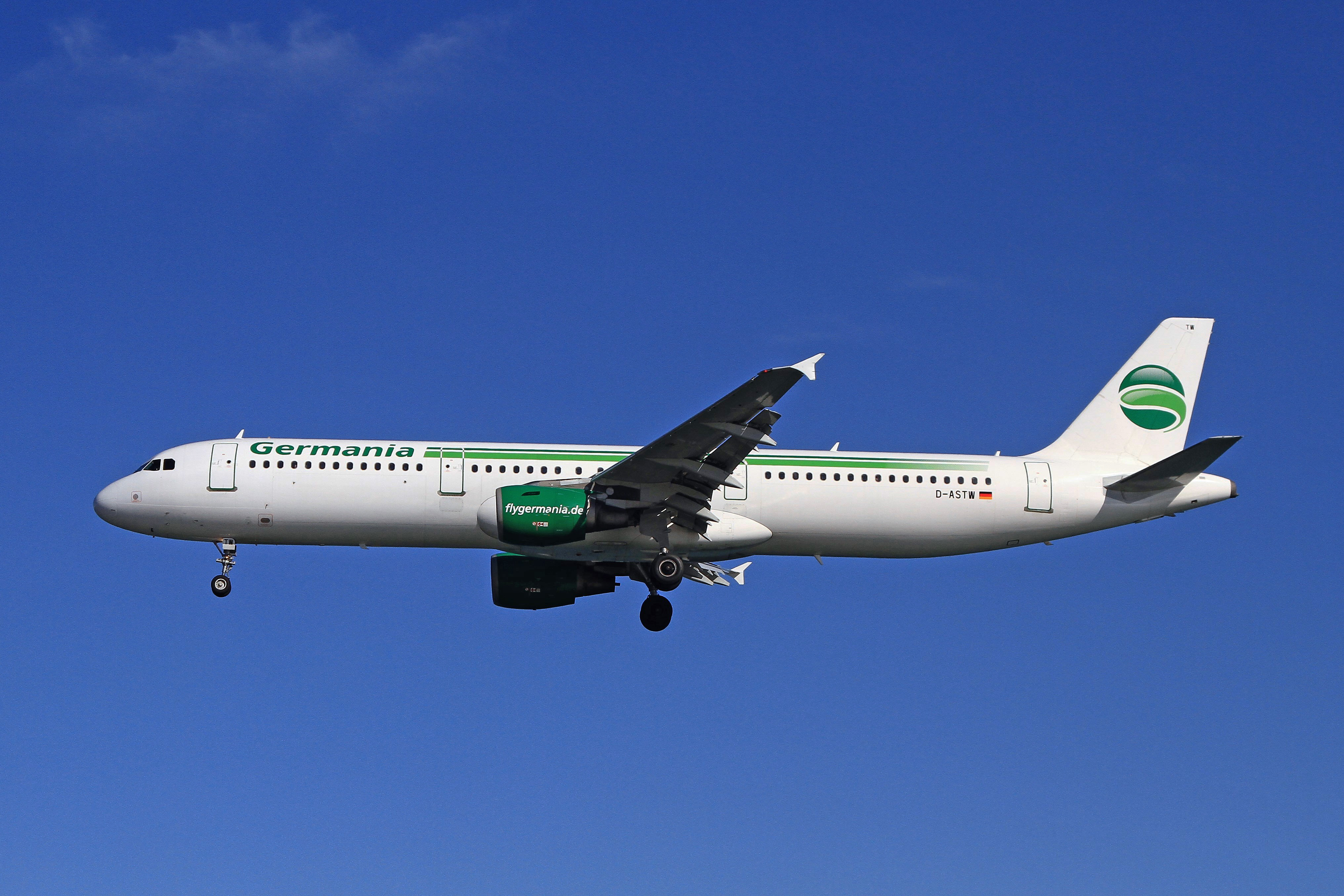
Un A321 de Germania (2017)

Hasta mayo de 2017, la flota de Germania constaba de los siguientes aviones:

### Flota histórica

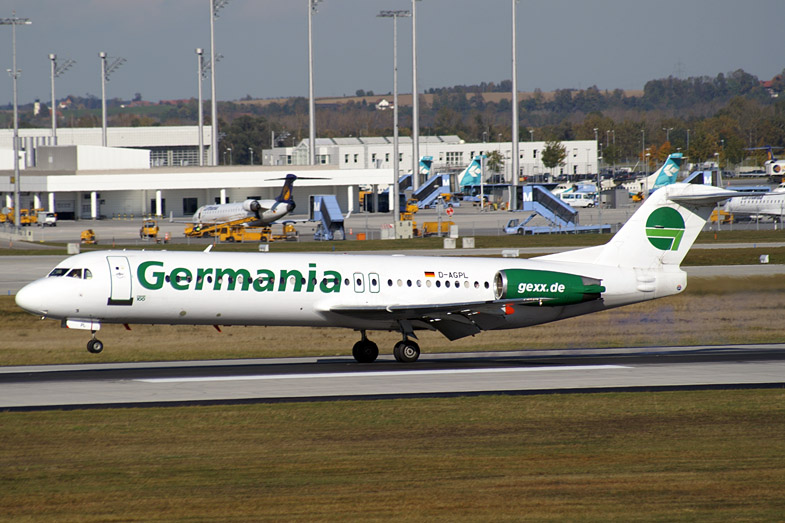
Un Fokker 100 de Germania (operó este tipo de aeronave entre 2003 y 2008)

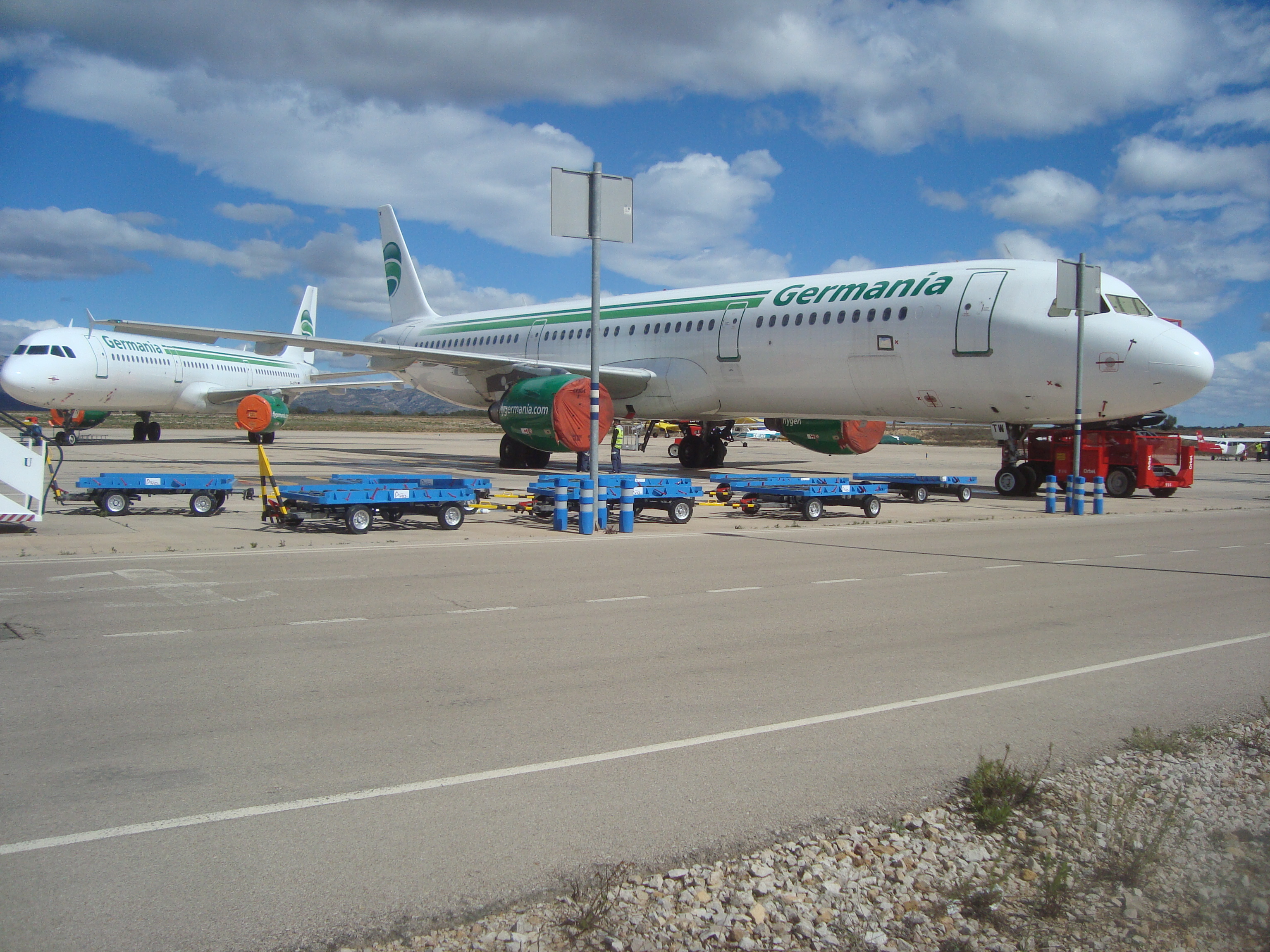
Aviones Airbus de la aerolínea Germania en el aeropuerto de Castellón.

Germania también operó los siguientes tipos de aeronaves: